# リイドコミック
『リイドコミック』は、リイド社が発行していた漫画雑誌。1971年創刊。2001年3月に『リイドコミック爆』と改題し、同年12月に休刊となった。

## 主な掲載作品
- アイドール（原作：やまさき十三、作画：芳谷圭児）
- 青い豹（原作：工藤かずや、作画：とんぼはうす）
- 一丁目のトラ吉（セツコ・山田）
- 一発屋バク（脚本：K・元美津、作画：鳴島生）
- OPERATIONG.G.（原作：鷹匠政彦、作画：さいとう・たかを）
- おれたちゃえろッ子（高井研一郎）
- 俺の剣道（原作：林律雄、作画：左近士諒）
- 怪盗シュガー（さいとう・たかを）
- かんべん（シナリオ：武田正敏、作画：小野新二）
- 雲盗り暫平（さいとう・たかを）
- K（原作：遠崎史朗、作画：谷口ジロー）
- 新柔侠伝（バロン吉元）
- 刑事あんこう（篠原とおる）
- 剣客商売（脚色：北鏡太、作画：さいとう・たかを）
- 校内写生（遊人）
- 極道ステーキ（原作：工藤かずや、作画：土山しげる）
- ゴリラの迷図（原作：やまさき十三、作画：園田光慶）
- THE レイプマン（原作：愛崎けい子、作画：みやわき心太郎）
- ジ・ゴ・ロ（原作：早乙女正幸、作画：檜垣憲朗）
- 借王（原作：平井りゅうじ、作画：土山しげる）
- 女医レイカ（原作：剣名舞、作画：嶺岸信明）
- 隻眼の竜（横山光輝）
- 0課の女（篠原とおる）
- 超DNA戦士フロッグマン（遊人）
- ティッシュ。（坂辺周一）
- ドクター・フィッシュ（わちさんぺい）
- 突撃!!屯田村青年団（やまだ浩一）
- 流され者（脚本：葉山伸、作画：甲良幹二郎）
- 日本史（黒鉄ヒロシ）
- ブレイクダウン（さいとう・たかを）
- プリズンホテル（原作：浅田次郎、作画：田中つかさ）
- ベビードールちゃん（宍倉ユキオ）
- マージャン鞍馬天狗（福地泡介）
- まえがり君（よだひでき）
- ミスとらぶる（高橋春男）
- 道連れ弁当（原作：きり・きりこ、作画：ありま猛）
- 無名くん（藤子不二雄）
- モンキービジネス（市川智茂）

### リイドコミック爆の掲載作品
- UNDER GROUND（森田信吾）
- 黒色ロリータ（岡田ユキオ）
- レネゲイド（中山昌亮）
- 潜航戦艦ブラッククロウ（修生）
- 東大受験専門寮 ああつばめ荘（八月薫）
- net/〜恋する既婚者たち（坂辺周一）
- レッドシーサー（岡村賢二）
- ガディスランギ（深谷陽）
- ムーンフェイス（雅亜公）
- パート退魔 麗（矢野健太郎）
- カマキリン（石山東吉）
- 04-ZERO YON-（佐藤ヒロシ）
- 特捜変態ゴマンジャー（さとうしんまる）
- 現代用語の糞知識（みたにひつじ）
- 時々戦（林まつり）
- トイざまス（立沢直也）
- 二子玉川ホゲホゲナゲッツ（藤波俊彦 ）
- お嬢様と犬（こいずみまり）

## 映像化

### アニメ化
| 作品           | 発売年 | アニメーション制作     | 備考           |
| -------------- | ------ | ---------------------- | -------------- |
| THE レイプマン | 1984年 | TEC                    | アダルトアニメ |
| 校内写生       | 1990年 | スタジオ・ファンタジア | アダルトアニメ |

### 実写化
| 作品         | 放送年                  | 制作                             | 備考 |
| ------------ | ----------------------- | -------------------------------- | ---- |
| 女医レイカ   | 1999年                  | エクセレントフィルム、フジテレビ |      |
| ティッシュ。 | 2007年                  | テレビ朝日                       |      |
| 借王         | 2009年（WOWOW版 第1期） | N/A                              |      |
| 借王         | 2011年（WOWOW版 第2期） | N/A                              |      |
| 借王         | 2014年（テレビ東京版）  | N/A                              |      |

| 作品 | 公開年          | 配給 | 備考                                              |
| ---- | --------------- | ---- | ------------------------------------------------- |
| 借王 | 1997年 - 2002年 | 日活 | シリーズの内、第8作だけオリジナルビデオとして公開 |

| 作品           | 発売年          | 制作       | 備考           |
| -------------- | --------------- | ---------- | -------------- |
| THE レイプマン | 1987年 - 1996年 | N/A        | アダルトビデオ |
| 極道ステーキ   | 1991年 - 1992年 | 東映ビデオ |                |
| 校内写生       | 1992年 - 1998年 | N/A        | アダルトビデオ |